# Джонс, Джейд
Джейд Луиз Джонс (англ. Jade Louise Jones, род. 21 марта 1993 года, Боделуитан, Денбишир, Уэльс, Великобритания) — валлийская тхэквондистка, двукратная олимпийская чемпионка (2012, 2016), чемпионка мира 2019 года, трёхкратная чемпионка Европы (2016, 2018 и 2021), победительница Европейских игр 2015 года.

## Биография и карьера
Джейд училась в средней школе Флинт до 16 лет, но не окончила, желая уделять больше времени тхэквондо.
В 2010 году победила на юношеских Олимпийских играх в Сингапуре в категории до 55 кг. В 2012 году после победы на Олимпиаде в Лондоне была признана «Спортсменом года Уэльса по версии BBC». В 2013 году стала членом ордена Британской империи. В 2020 году стала офицером ордена Британской империи (OBE).
На Олимпийских играх 2020 года Джонс в 1/8 финала категории до 57 кг проиграла Кимии Ализаде (12-16).